# باکس فیز
باکس فیز (به انگلیسی: Bucks Fizz) گروه موسیقی بریتانیایی است.
آن‌ها در سال ۱۹۸۱ برنده مسابقه یوروویژن شدند.